# William Gibson
William Ford Gibson (Conway, 17 marzo 1948) è uno scrittore e autore di fantascienza statunitense naturalizzato canadese, considerato l'esponente di spicco del filone cyberpunk.

## Biografia
Nacque il 17 marzo 1948 a Conway, nella Carolina del Sud (USA). Suo padre era un benestante imprenditore che aveva avuto successo installando impianti igienici all'Oak Ridge National Laboratory, l'installazione militare dove fu creata la prima bomba atomica. Il giovane William studiò in un collegio di Tucson, Arizona, dove venne a contatto con la mentalità hippy rimanendone affascinato. Dopo essere stato espulso dal collegio per avere fatto uso di marijuana rientra a casa (la famiglia si era trasferita in Virginia), entrando in contrasto con i familiari, che disapprovavano il suo stile di vita.
All'età di diciannove anni si trasferì in Canada per evitare l'arruolamento per il Vietnam. Nel 1977 si laureò in letteratura inglese a Vancouver, dopodiché partì per l'Europa dove visse viaggiando per un anno grazie alla piccola rendita fornita dalle proprietà lasciategli dai genitori, che gli consentiva, come disse lui stesso, "di fare la fame confortevolmente". Rientrò a Vancouver, città nella quale vive.

### Carriera letteraria
Nel 1977 venne pubblicato Fragments of a Hologram Rose (Frammenti di una rosa olografica, compreso nella raccolta La notte che bruciammo Chrome). In questo racconto compaiono i primi elementi che saranno poi ricorrenti in tutta la produzione dell'autore: lo strapotere delle grandi multinazionali in una società dall'economia incerta, bande di disperati che combattono per le strade. L'unica fuga possibile è il cyberspazio, la realtà virtuale di mondi digitali simulati.
Nel 1981 esce Johnny Mnemonic (Johnny Mnemonico, anche questo in La notte che bruciammo Chrome), racconto dal quale è stato tratto il film Johnny Mnemonic del 1995, che solo in parte riporta la vicenda del racconto. In quest'opera compaiono alcuni elementi che sono tipici del cyberpunk di Gibson. Il corpo umano comincia a innestare tecnologie meccaniche/cibernetiche, che diventano un'effettiva estensione delle capacità dell'essere umano. Non è un caso che a Vancouver lavorasse in quegli anni Marshall McLuhan, che nelle sue opere (particolarmente in La galassia Gutenberg), aveva iniziato a esplorare questo aspetto del rapporto tra uomo e tecnologia. In questo racconto compare per la prima volta la figura di Molly, destinata a essere approfondita nei romanzi successivi, noti come la "trilogia dello Sprawl". Burning Chrome, La notte che bruciammo Chrome, altro racconto del 1982 che da cui proviene il titolo dell'omonima antologia, vede comparire i cowboy dell'interfaccia. Per la prima volta gli hacker entrano da protagonisti nei racconti di Gibson.
Tra il 1984 e il 1988, vedono la luce le tre opere che daranno successo a William Gibson e lo consacreranno come uno dei padri del cyberpunk. Si tratta della già citata "trilogia dello Sprawl", composta da Neuromante (Neuromancer) vincitore del Premio Hugo 1985, Giù nel ciberspazio (Count Zero) e Monna Lisa Cyberpunk (Mona Lisa Overdrive). La lunga trama si svolge nell'arco di quindici anni, con miriadi di personaggi che intrecciano le proprie vicende tra di loro e con il proprio ambiente.
Nei tre romanzi è infatti l'ambiente (urbano, notturno e degradato) l'indiscusso protagonista, mentre i personaggi scompaiono e ricompaiono con nomi diversi e in situazioni non sempre facili da ricostruire. Era stato Bruce Sterling, altro maestro di questa corrente letteraria, a definire i rapporti tra l'uomo e l'ambiente in cui vive nella società contemporanea, sostenendo:
(Estratto dalla rivista Isaac Asimov S.F.M., giugno 1994)
Quindi una descrizione della realtà programmaticamente fredda e distaccata, nella quale gli interessi delle grandi multinazionali sono quelli che maggiormente incidono sulla vita di tutti. Grandi zaibatsu che diventano personaggi veri e propri, con loro fini da perseguire, secondo le fredde logiche del mercato.
I protagonisti umani descritti da Gibson si trovano sempre in condizioni di marginalità, spesso dissociati dalla realtà, e sempre intenti a combattersi a vicenda per le poche briciole che rimangono. Tra questi due estremi compaiono personaggi che pur essendo umani sono definiti per i propri interessi economici (la famiglia Tessier-Ashpool e Virek).
Tutti loro, siano essi multinazionali o personaggi in carne e ossa, compaiono sempre in una doppia versione: quella della realtà e quella della realtà virtuale, del cyberspazio.
Nel 1990 esce anche il romanzo La macchina della realtà (The Difference Engine), scritto con Bruce Sterling. La storia è un'ucronia ambientata in un'Inghilterra vittoriana di metà Ottocento alternativa. Il rapporto con la tecnologia rimane centrale, ma i temi trattati e l'ambiente descritto hanno portato molti a vedere in questo romanzo l'inizio del sottogenere steampunk.
Nel 1993 viene pubblicato Luce virtuale (Virtual Light) che riprende l'ambientazione della precedente trilogia. In questa opera Gibson abbassa i toni della narrazione, lasciando da parte gli eccessi di violenza e di abuso di stupefacenti descritti nelle opere precedenti. Gli stessi elementi ritornano anche in Aidoru (Idoru) del 1996 e nel suo seguito, il meno noto American Acropolis (All Tomorrow's Parties), in cui la trama diventa quasi inconsistente e vengono abbandonate anche le visionarie descrizioni dei viaggi nel ciberspazio, e la Rete descritta è sorprendentemente simile a quella che conosciamo. In questo modo Gibson si sposta verso le tematiche umanistiche di Sterling, con le sue riflessioni tra fisicità e virtualità.
Continuando un ipotetico viaggio a ritroso nel tempo troviamo il romanzo L'accademia dei sogni (Pattern recognition) del 2003. Ambientato nel tempo del romanzo, è stato più volte definito una lucida visione degli incubi contemporanei. La medesima ambientazione viene ripresa nei successivi romanzi Guerreros (Spook Country), pubblicato nel 2007, e Zero History, uscito nel 2010 e pubblicato nel 2012 in Italia, che dunque vengono a costituire una trilogia chiamata Ciclo di Bigend, dal nome del personaggio di Hubertus Bigend, filo conduttore della saga. Nel mese di ottobre 2014 è uscito nelle librerie statunitensi il nuovo libro di Gibson, intitolato The Peripheral, pubblicato in Italia nel 2017 da Mondadori nella collana Omnibus con il titolo Inverso. A quest'ultimo segue Agency, ambientato nello stesso universo narrativo e pubblicato nel 2020. A partire dal 2016 ha lavorato a una graphic novel intitolata Archangel.

## Opere

### Romanzi
- Trilogia dello Sprawl:
  - Neuromante (Neuromancer, 1984), Milano, Editrice Nord, 1986. Premio Hugo, Premio Nebula e Premio Philip K. Dick 1985
  - Giù nel ciberspazio (Count Zero, 1986), Urania N° 1179, Milano, Mondadori, Maggio 1992
  - Monna Lisa Cyberpunk (Mona Lisa Overdrive, 1988), Milano, Mondadori, 1991
- La macchina della realtà (The Difference Engine, 1990, con Bruce Sterling), Milano, Mondadori
- Trilogia del ponte:
  - Luce virtuale (Virtual Light, 1993), Milano, Mondadori, 1994; Urania N° 1285, Milano, Mondadori, Giugno 1996
  - Aidoru (Idoru, 1996), Milano, Mondadori, 1997; Urania N° 1384 BIS, Milano, Mondadori, Marzo 2000
  - American Acropolis (All Tomorrow's Parties, 1999), Milano, Mondadori, 2000; Urania N° 1423, Milano, Mondadori, Settembre 2001
- Ciclo di Bigend:
  - L'accademia dei sogni (Pattern Recognition, 2003), Strade Blu, Milano, Mondadori, 2004
  - Guerreros (Spook Country, 2007), Strade Blu, Milano, Mondadori, 2008
  - Zero History (Zero History, 2010), CHRONO, Roma, Fanucci, 2012
- Ciclo Jackpot:
  - Inverso (The Peripheral, 2014), Omnibus, Milano, Mondadori, 2017; Urania Jumbo N° 7, Milano, Mondadori, Agosto 2019
  - Agency (Agency, 2020), Omnibus, Milano, Mondadori, 2021; Urania Jumbo N° 53, Milano, Mondadori, Marzo 2024

### Antologie
- La notte che bruciammo Chrome (Burning Chrome, 1986), Urania N° 1110, Milano, Mondadori, Settembre 1989; comprende i racconti:
  - Johnny Mnemonico (Johnny Mnemonic, 1981)
  - La notte che bruciammo Chrome (Burning Chrome, 1982)
  - Il continuum di Gernsback (The Gernsback Continuum, 1981)
  - Frammenti di una rosa olografica (Fragments of a Hologram Rose)
  - Hinterland (Hinterlands, 1981)
  - New Rose Hotel (1984)
  - Il mercato d'inverno (The Winter Market, 1985)
  - La razza giusta (The Belonging Kind, 1981, con John Shirley)
  - Stella rossa, orbita d'inverno (Red Star, Winter Orbit, con Bruce Sterling)
  - Duello (Dogfight, 1985, con Michael Swanwick)
- Parco giochi con pena di morte (2001, con Bruce Sterling). Raccolta di racconti, articoli e interviste a cura di Stefania Benini, che comprende i racconti:
  - La stanza di Skinner (Skinner's Room, 1990)
  - Academy Leader, 1991
- Cavalieri elettrici, 1994. Antologia post-cyberpunk curata da Daniele Brolli per le Edizioni Theoria che comprende i racconti:
  - Il parassita mentale a forma di cappellone hippie, 1989
  - Darwin, 1990

### Racconti non diversamente raccolti
- Doing Television (versione ridotta di Darwin), 1990
- Cyber-Claus, 1991
- Academy Leader, 1991
- Where the Holograms Go, 1997
- Thirteen Views of a Cardboard City, 1997
- Dougal Discarnate, 2010

### Altre opere
- Agrippa (A Book of the Dead), 1992
- The Art of the X-Files, introduzione, 1998

#### Cinema
- Johnny Mnemonic, di Robert Longo (1995)
- New Rose Hotel, di Abel Ferrara (1998)

#### Serie TV
- Intelligenza artificiale (Kill Switch), episodio della serie tv X-Files (quinta stagione), 1998; scritto in collaborazione con Tom Maddox
- High-tech (First Person Shooter), episodio della serie X-Files (settima stagione), 2000; scritto in collaborazione con Tom Maddox

#### Fumetti
- Arcangelo (Archangel), graphic novel. Scritta da William Gibson e Michael St. John Smith. Disegni di Butch Guice, 2016-2017
- Alien 3. Scritta da William Gibson e adattata a fumetti da Johnnie Christmas e Tamra Bonvillain.